# Chiesa di San Severo al Pendino
La chiesa di San Severo al Pendino è una chiesa monumentale di Napoli, attualmente gestita dal Servizio Cultura del Comune di Napoli ed utilizzata come spazio per esposizioni e la cultura.

## Storia

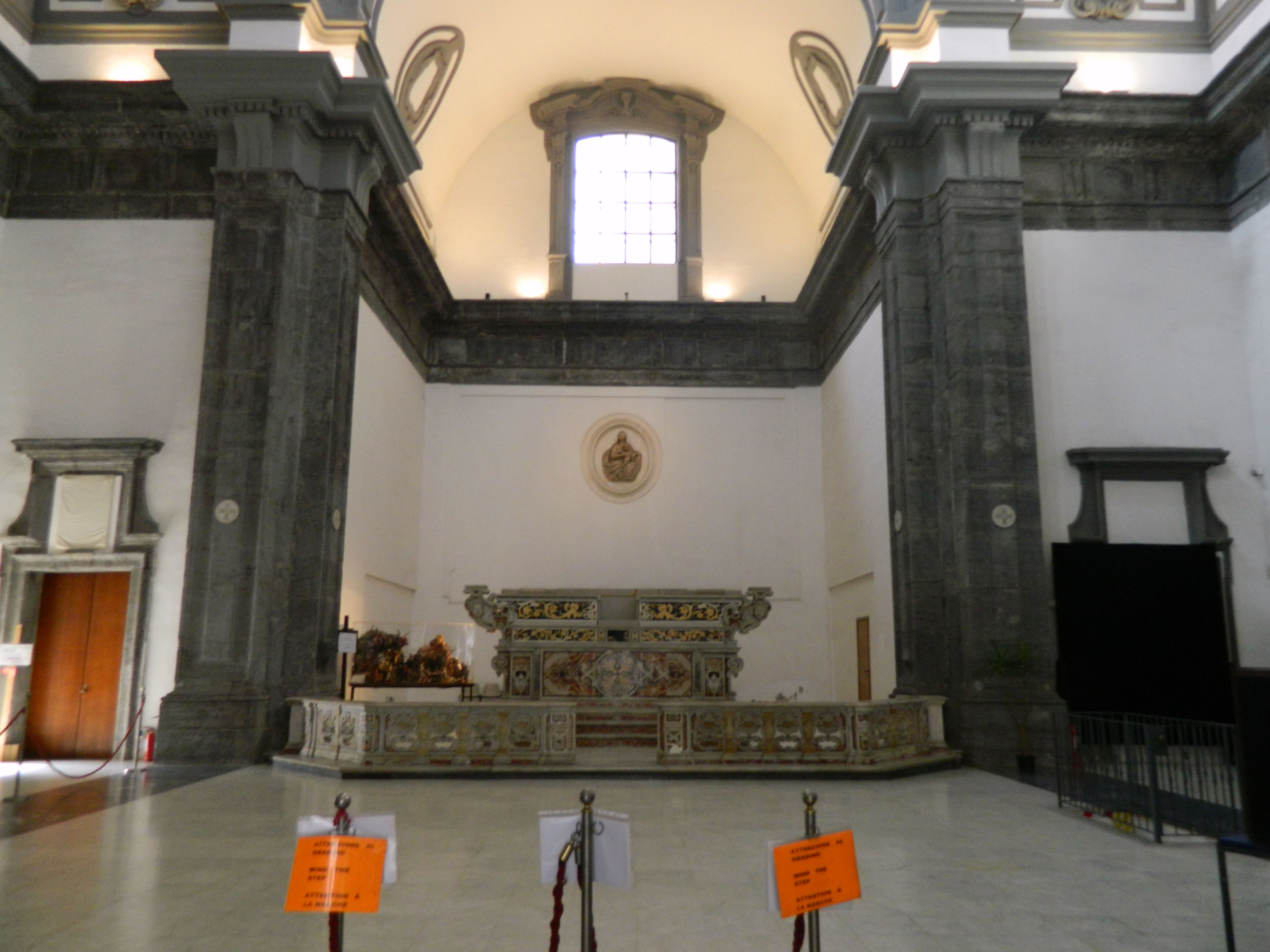
Interno

La chiesa venne fondata nel 1448 con l'attiguo ospedale da Pietro Caracciolo, abate della vicina chiesa di San Giorgio Maggiore; il nome originario fu quello di Santa Maria a Selice. 
Nel 1550 fu concessa ai Domenicani che nel 1587 acquistarono il vicino Palazzo Como per utilizzarlo come convento. Tra il 1599 e il 1620 la chiesa venne demolita e ricostruita su progetto di Giovan Giacomo Di Conforto, che diede all'edificio un aspetto tardo manierista.
In seguito, venne rimaneggiata nella prima metà del XVIII secolo in stile barocco; inoltre, era caratterizzata da un pregevole scala con balaustra finemente scolpita in piperno (tale cosa è visibile nelle antiche stampe del primo Ottocento del D'Ambra). 
Nel 1818 la struttura venne utilizzata come prima sede dell'Archivio di Stato, poi, con il ritorno dei religiosi, il complesso venne rifatto nel 1845 da Filippo Botta; tuttavia, nel 1863 i religiosi vennero soppressi e dopo dieci anni la parte posteriore dell'edificio fu riutilizzata come Ritiro dell'Ecce Homo. 
Con i lavori di via Duomo la chiesa venne privata della facciata barocca e delle prime due cappelle, diminuendo la lunghezza della navata e sostituendo la facciata con una più semplice in stile neorinascimentale. Durante la seconda guerra mondiale venne utilizzata come rifugio antiaereo, mentre venne danneggiata dal terremoto del 1980. 
Dopo cinquant'anni dalla fine della guerra, il tempio è stato riportato al suo antico splendore, riconducendo la struttura alla sua architettura originaria; l'immobile è stato restaurato dalla Soprintendenza dei Beni Ambientali ed Architettonici.
La chiesa ha comunque perso la propria funzione di luogo di culto, non risulta sconsacrata, ed è adibita periodicamente per mostre e convegni di vario genere.

## Descrizione
L'edificio presenta una semplice facciata neorinascimentale della fine dell'Ottocento; è caratterizzata da un semplice portale e due nicchie che lo affiancano, mentre al secondo ordine si apre un rosone.
L'interno, con pianta a croce greca con sole due cappelle, è impreziosito delle decorazioni del Settecento che s'innestano alla struttura tardocinquecentesca. Del Settecento è anche l'altare maggiore in marmi policromi, mentre nel transetto a destra è lo splendido monumento sepolcrale di Giovanni Alfonso Bisvallo, scolpito da Girolamo D'Auria nel 1617 ed originariamente doveva probabilmente ospitare una tela di Luca Giordano. Proveniente da questa chiesa, ma trasferita da tempo nel Museo Nazionale di Capodimonte, è la Madonna del Rosario di Aert Mytens, eseguita nel 1592.